# Catedral ortodoxa rumana de Madrid
La Catedral ortodoxa rumana de Madrid, España, situada en el barrio de Cuatro Vientos, en el Distrito de Latina, cuya construcción se inició en abril de 2010, en presencia de autoridades municipales y del Patriarca de la Iglesia ortodoxa rumana, Daniel Ciobotea, venido expresamente a tal ocasión, fue inaugurada el 18 de noviembre de 2017, levantada sobre terreno cedido por el Ayuntamiento de Madrid, y financiada por el Gobierno rumano y aportaciones de los feligreses de esta confesión cristiana, que comprende al menos unas 185.000 personas en la Comunidad de Madrid. El edificio tiene planta de cruz latina, con una cúpula que se eleva en el centro, y dos cúpulas más pequeñas en las naves laterales, recordando el estilo bizantino de las más antiguas y célebres iglesias ortodoxas de Rumanía.
Esta catedral actúa como sede de la Iglesia ortodoxa rumana para toda España, Andorra, Gibraltar y Portugal.